# Onesie

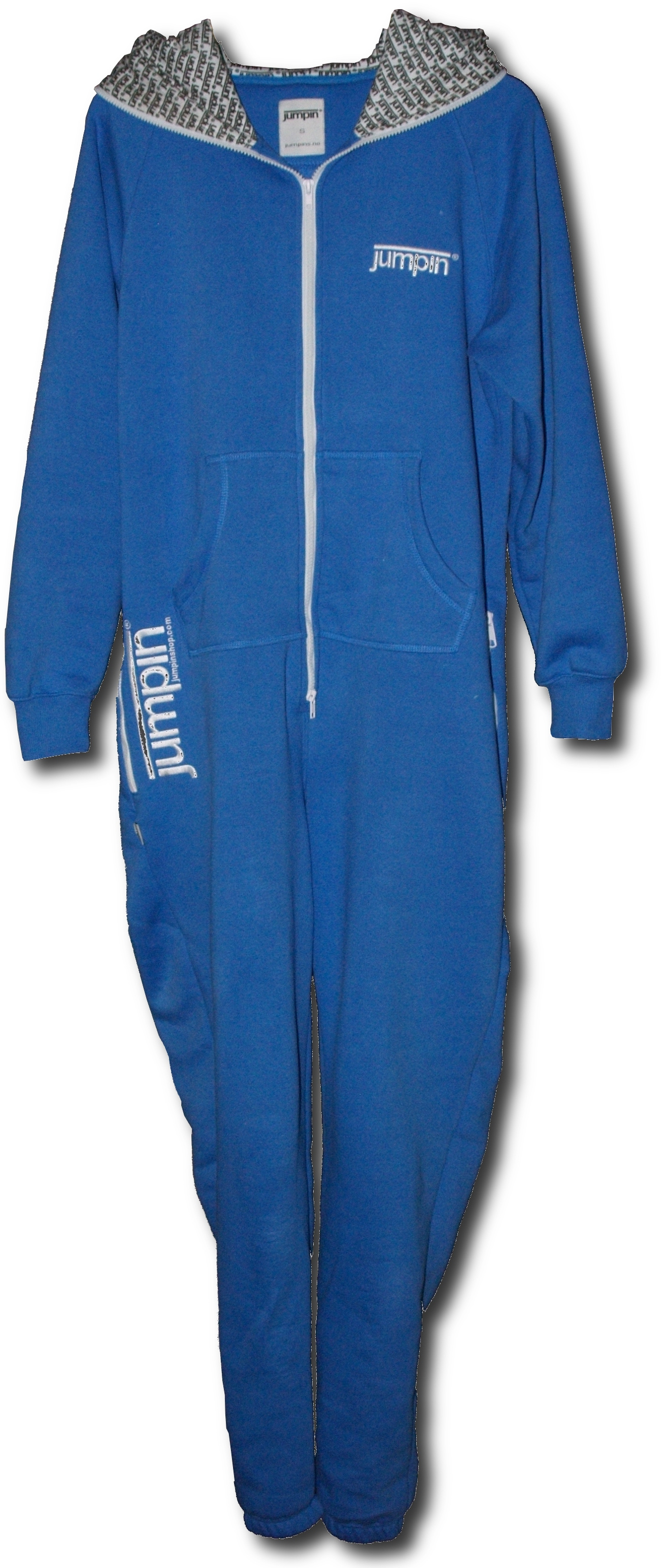
Onesie für Erwachsene

Ein Onesie (Aussprache [ˈwʌnziː]; abgeleitet von englisch one ‚eins‘) ist ein einteiliges Kleidungsstück. Es handelt sich dabei um einen Jumpsuit, der ursprünglich als Thermo-Schlafanzug für Erwachsene vermarktet wurde und als Freizeitkleidung, meist mit Kapuze und teilweise mit sehr auffälliger Gestaltung, populär wurde.
Der Begriff „Onesie“ bezeichnet im englischen Sprachraum auch einen Body für Damen oder einen Strampler für Babys.

## Onesie
Ursprünglich stammt die Idee eines solchen besonders bequemen Kleidungsstückes aus Skandinavien vom norwegischen Bekleidungsunternehmen Onepiece. Wann Onesies darüber hinaus zum Modetrend wurden, lässt sich nicht genau bestimmen. Dazu beigetragen haben Prominente wie Ellie Goulding, Cara Delevingne oder Katy Perry, die zu Weihnachten 2015 mehrere eigene Onesies entwarf.
Nachdem Onesies an Bedeutung verloren hatten, feiern sie laut Presseberichten im Herbst 2022 ein Comeback, um in der Energiekrise als warmes und bequemes Kleidungsstück Heizkosten zu sparen.
Eine modische Vorform des Onesie als Einteiler ohne lange Ärmel und ohne lange Hosenbeine war in den 1960er Jahren der Playsuit. Besonders bekannt wurde dieses Bademoden-Kleidungsstück 1964 durch Sean Connery als Agent 007 James Bond in einer Szene von Goldfinger.

## Kigurumi
Als Kigurumi (japanisch 着ぐるみ) oder „Cosplay-Pyjama“ wurde eine Art Onesie bekannt, bei dem der Anzug ein Tier mit Ohren am Kopf und einem Schwanz am Rücken darstellt. Als japanische Straßenmode verbreitete sich diese Version 2009 außerhalb Japans, als sie von der Firma Kigu exportiert wurde. Kigurumis können sich auch auf eine kostümierte Figur beziehen. Sie wurden weltweit populär, insbesondere nach einem Video von Miley Cyrus, die in einem Einhorn-Kigurumi tanzt.

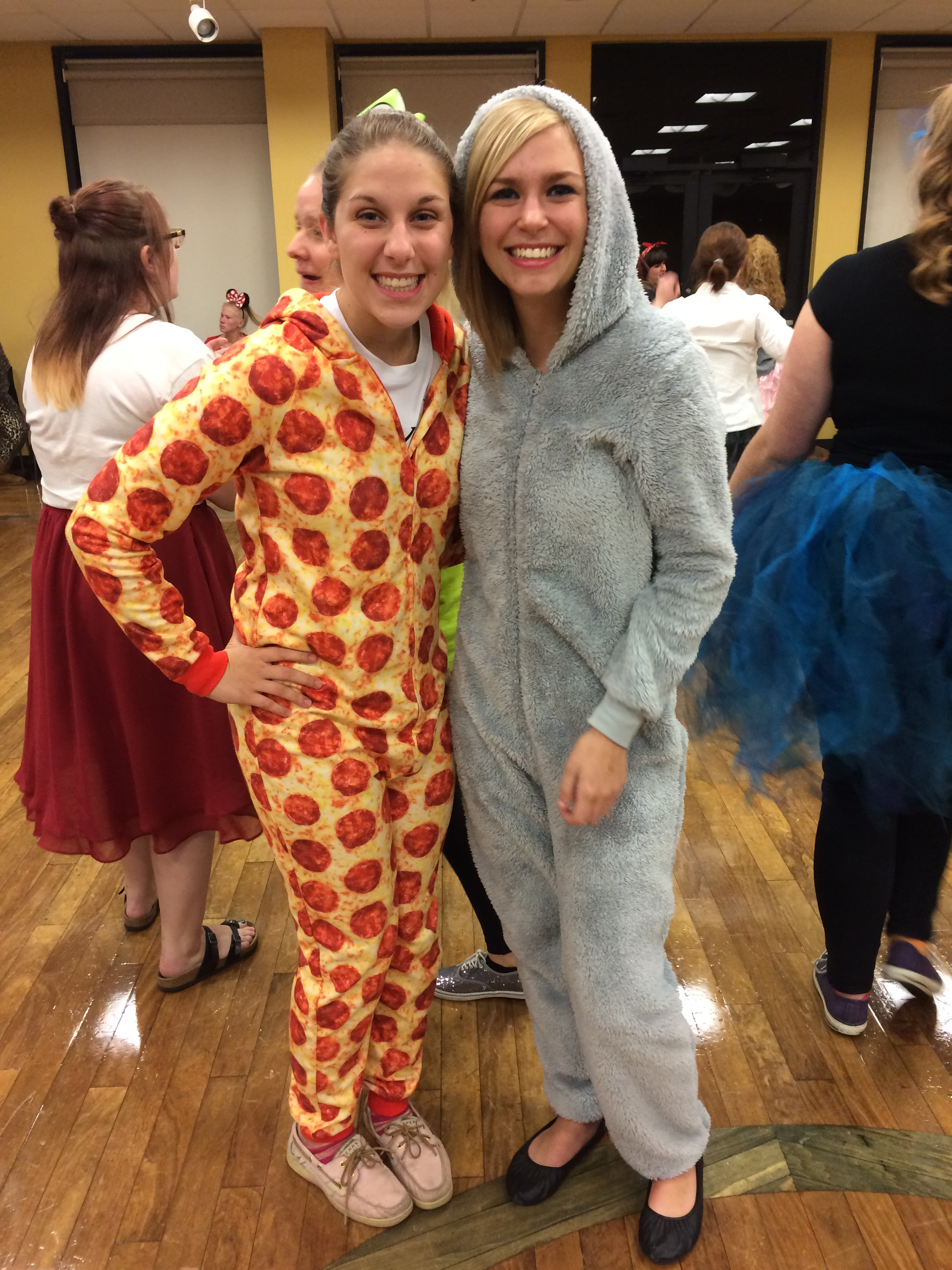
Frauen in Onesies (links mit Pizza-Dekor)
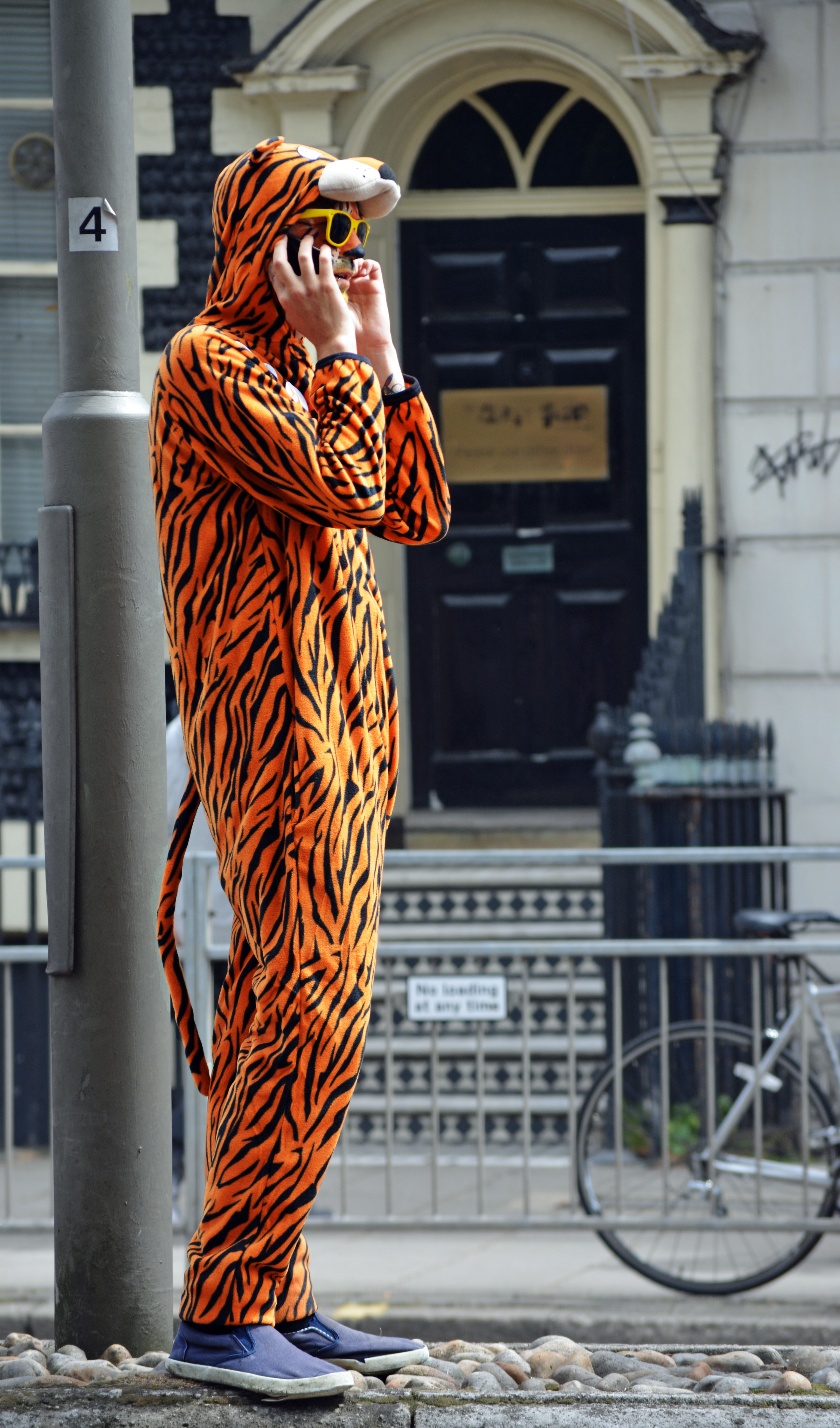
Mann in einem Onesie (Brighton Pride 2013)
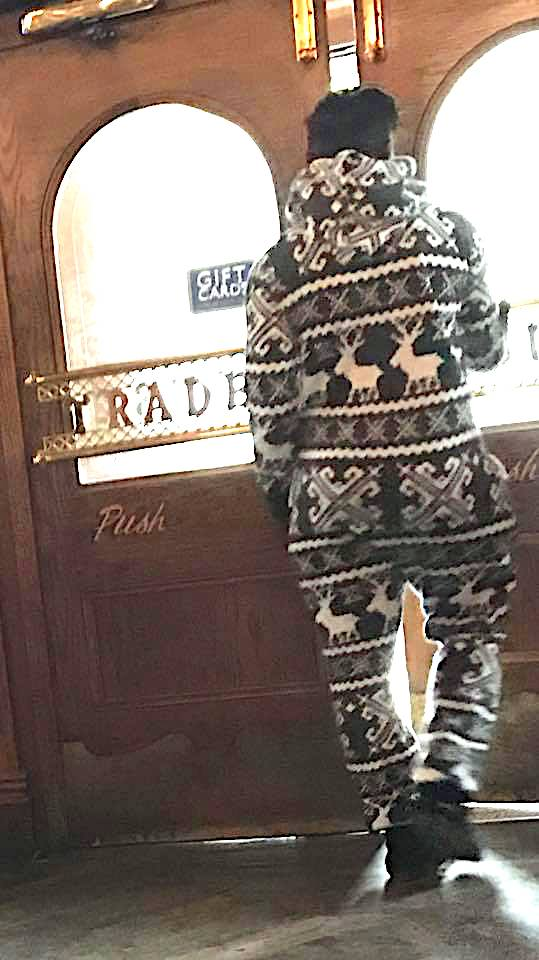
Mann in einem Onesie
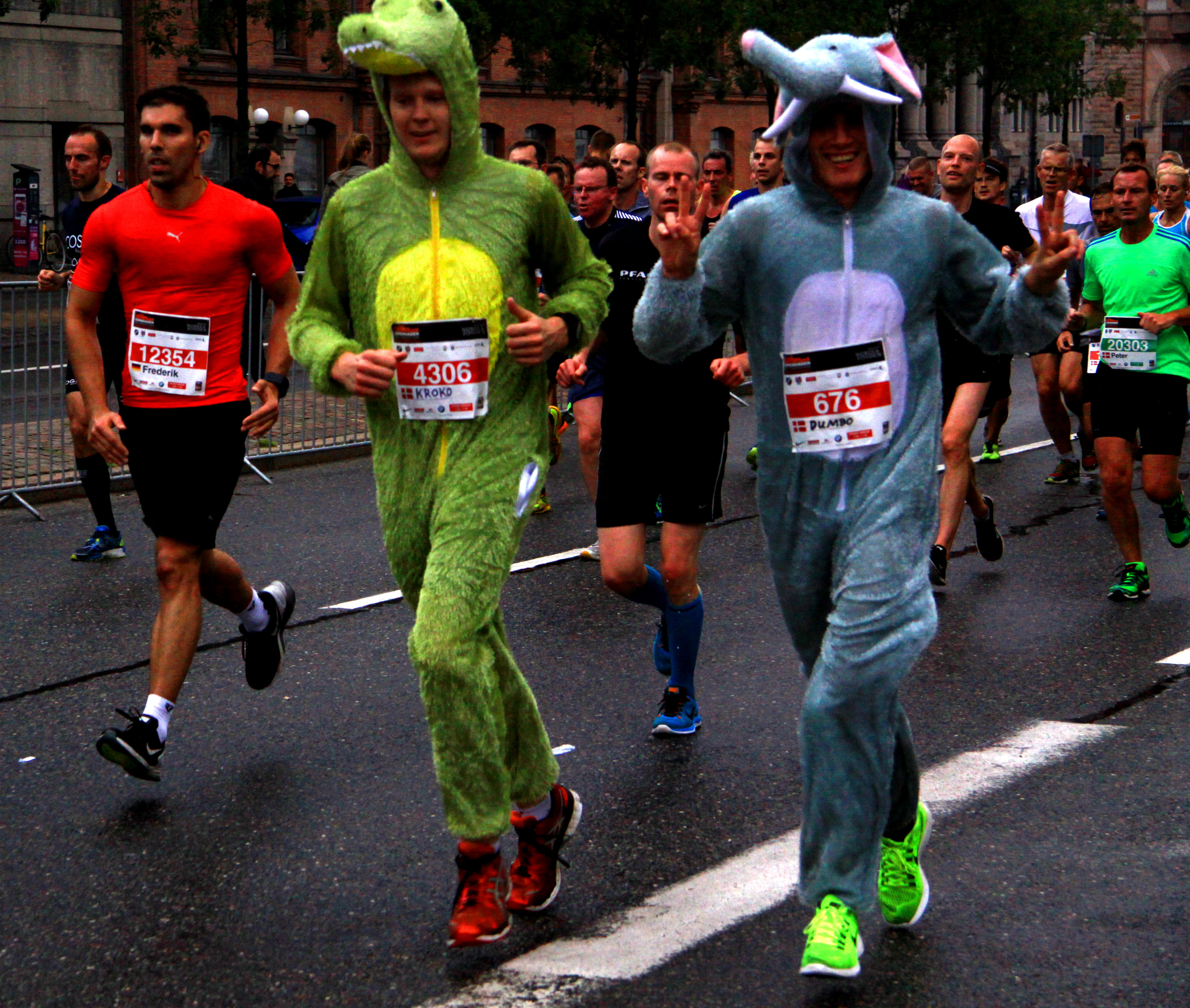
Männer mit Kigurumi

## Belege
1. ↑  Birgit Hartmeyer: Hilfe! Die Onesies kommen. In: querzeit.org. 21. November 2015, abgerufen am 21. Dezember 2016.
2. ↑  Laurie Graham: Onesie: The all-in-one fashion phenomenon. In: dailymail.co.uk. 7. Februar 2013, abgerufen am 21. Dezember 2016 (englisch).
3. ↑  Leona Stolterfoht: Der Strampler: bequem oder bescheuert? In: Stuttgarter Zeitung. 17. Januar 2015, abgerufen am 21. Dezember 2016.
4. ↑  Elisa Brunke: Ab auf die Couch: Katy Perry entwirft jetzt Onesies. In: Cosmopolitan. 17. November 2015, abgerufen am 21. Dezember 2016.
5. ↑  Hot sellers: onesies are back as Britons try to save on energy bills. In: theguardian.com. 7. Oktober 2022, abgerufen am 30. Oktober 2022 (englisch).
6. ↑  Julieanne Corr: Onesie makes a comeback as chill factor drives blanket coverage. In: The Sunday Times. The Sunday Times, 16. Oktober 2020, abgerufen am 7. November 2020 (englisch).
7. ↑  Bunte.de Redaktion: Onesies erleben ihr großes Comeback! In: Bunte.de. BurdaForward GmbH, 17. November 2022, abgerufen am 22. November 2022.
8. ↑  The Infamous Terrycloth Playsuit in Goldfinger. In: Bond Suits. Cocktail Cuffs LLC, 25. August 2012, abgerufen am 10. Januar 2023 (englisch).
9. ↑  Nick Enoch: Dress like a secret agent: James Bond's onesie as worn by Sean Connery is up for sale for £345. In: Mail Online. Associated Newspapers Ltd, 19. Mai 2019, abgerufen am 10. Januar 2023 (englisch).
10. ↑  Caroline James: Animal onesies a booming market. In: The Sydney Morning Herald. The Sydney Morning Herald, 9. August 2013, abgerufen am 22. November 2022 (englisch).
11. ↑  Rana Meyer: Watch: Miley Cyrus „twerks“ in crazy dance video! In: Today. NBC News Group, 21. März 2013, abgerufen am 21. November 2022 (englisch).